# Jos Decorte
Jos Decorte (* 21. Juli 1954 in Lichtervelde; † 2. Oktober 2001) war ein belgischer Philosoph.

## Leben
Decorte studierte Altphilologie und Philosophie an der KU Leuven. 1983 er erlangte die Promotion in Philosophie mit einer Arbeit über Heinrich von Gent. Er lehrte allgemeine Metaphysik und mittelalterliche Philosophie am Institut für Philosophie der KU Leuven. Im Jahr 2000 wurde er zum ordentlichen Professor befördert. 
Er war vor allem als Spezialist für Heinrich von Gent bekannt.

## Schriften (Auswahl)
- Hg.: Henrici de Gandavo Opera omnia. Quodlibet 13.Leuven 1985, ISBN 90-6186-165-9.
- Eine kurze Geschichte der mittelalterlichen Philosophie. Paderborn 2006, ISBN 3-8252-2439-2.